# Blockley
Blockley est un village et une paroisse civile du Gloucestershire, en Angleterre. Administrativement, il relève du district de Cotswold.

## Toponymie
Blockley est un toponyme d'origine vieil-anglaise qui désigne une clairière (lēah) appartenant à un homme dont le nom peut être reconstruit comme *Beocca. Il est attesté en 855 sous la forme Bloccanleah. Dans le Domesday Book, compilé en 1086, ce nom est orthographié Blochelei.

## Histoire
La première mention de Blockley figure dans une charte émise par le roi Burgred de Mercie en 855. L'évêque de Worcester Alhhun lui verse 300 shillings d'argent en échange de la cession de privilèges au minster de Blockley.
Le Domesday Book indique que Blockley compte 107 habitants en 1086. Le domaine, dont la valeur annuelle est évaluée à 20 livres, est alors la propriété des évêques de Worcester.

## Démographie
Au recensement de 2011, la paroisse civile de Blockley comptait 2 041 habitants.

## Culture locale et patrimoine

### Lieux et monuments
L'église paroissiale de Blockley est dédiée aux saints Pierre et Paul. Construite vers 1180, c'est un monument classé de grade II* depuis 1960.

### Personnalités liées
- L'économiste John Hicks (1904-1989) est mort à Blockley.
- Le pilote de moto Cecil Sandford (1928-2023) est né à Blockley.